# Mungohoka
Mungohoka är ett periodiskt vattendrag i Burundi.   Det ligger i provinsen Gitega, i den centrala delen av landet, 70 km sydost om huvudstaden Bujumbura.
Omgivningarna runt Mungohoka är en mosaik av jordbruksmark och naturlig växtlighet. Runt Mungohoka är det ganska tätbefolkat, med 124 invånare per kvadratkilometer.